# Görslövs kyrka
Görslövs kyrka är en kyrkobyggnad i Görslöv och Staffanstorps kommun i Skåne. Den tillhör Uppåkra församling i Lunds stift.

## Kyrkobyggnaden
Kyrkan härstammar från den romanska tiden. Valven slogs på 1300-talet och senare under medeltiden fick kyrkan ett torn i väster. Kyrkan omtalas i arkivets handlingar första gången 1670. Var först i romansk stil sedan utvidgad mot götisk stil. Den nyare versionen av kyrkan är mer mot götisk övergångsstil.
År 1884-85 undergick kyrkan åtskilliga restaureringsarbeten. Byggmästare var Axel Svensson i Malmö och arkitekt var Salomon Sörensen. Gamla tornet apterades till kyrkan så denna är ett valv större med plats för 180 personer. Ett nytt torn med spira blev uppfört på västra sidan. Den gamla orgeln flyttades till tornet till orgelrummet ovanför vapenrummet. Nytt kor och ny sakristia blev uppfört. Hela kyrkans inre ströks med ljusgrå färg utom valven som var vita, och delades in i kvader med mörkare streck. Korgolvet liggande ett steg högre än kyrkgolvet är lagt med cementmosaik utanför altarringen. Sex nya fönster tillkom och sex fönster blev utvidgade. Nytt altarbord, nya korpallar och nytt altarskrank. De två sista beklädda med purpurfärgad schagg liksom insidan av predikstolen. Altartavlan från 1592 och renoverad 1788 och predikstolen, vilka är rikt skupterade och utförda i renaissancestil, har restaurerats så långt, att den gamla oljefärgen tagits bort, träet har rengjorts och saknade träfragment har ersatts med bitar av gammal ek. Sedan har allt förgyllts. Iforna tavlor med värdelösa intryck har insatts bibelspråk i guld på svart botten. Predikstolen har fått en ny fot och trappa i rennaissancestil. På ömse sidor om altartavlan hängdes draperier av schagg i samma färg som altarskranket. Hela kyrkan var täckt med galvaniserad järnplåt. Den mindre kyrkklockan blev omgjuten och utvidgad av Johan A. Beckman & Co i Stockholm. Arbetet blev avsynat av byggnadskommittén och byggmästaren Christian Mortensen från Malmö 5 november 1885.
År 1885 revs det mesta av gamla tornet och ett helt nytt byggdes utanför dess rester, varigenom kyrkans karaktär förändrades. Även kyrkans absid byggdes om.
Interiört finns målningar av Svante Thulin från 1900-talets början.

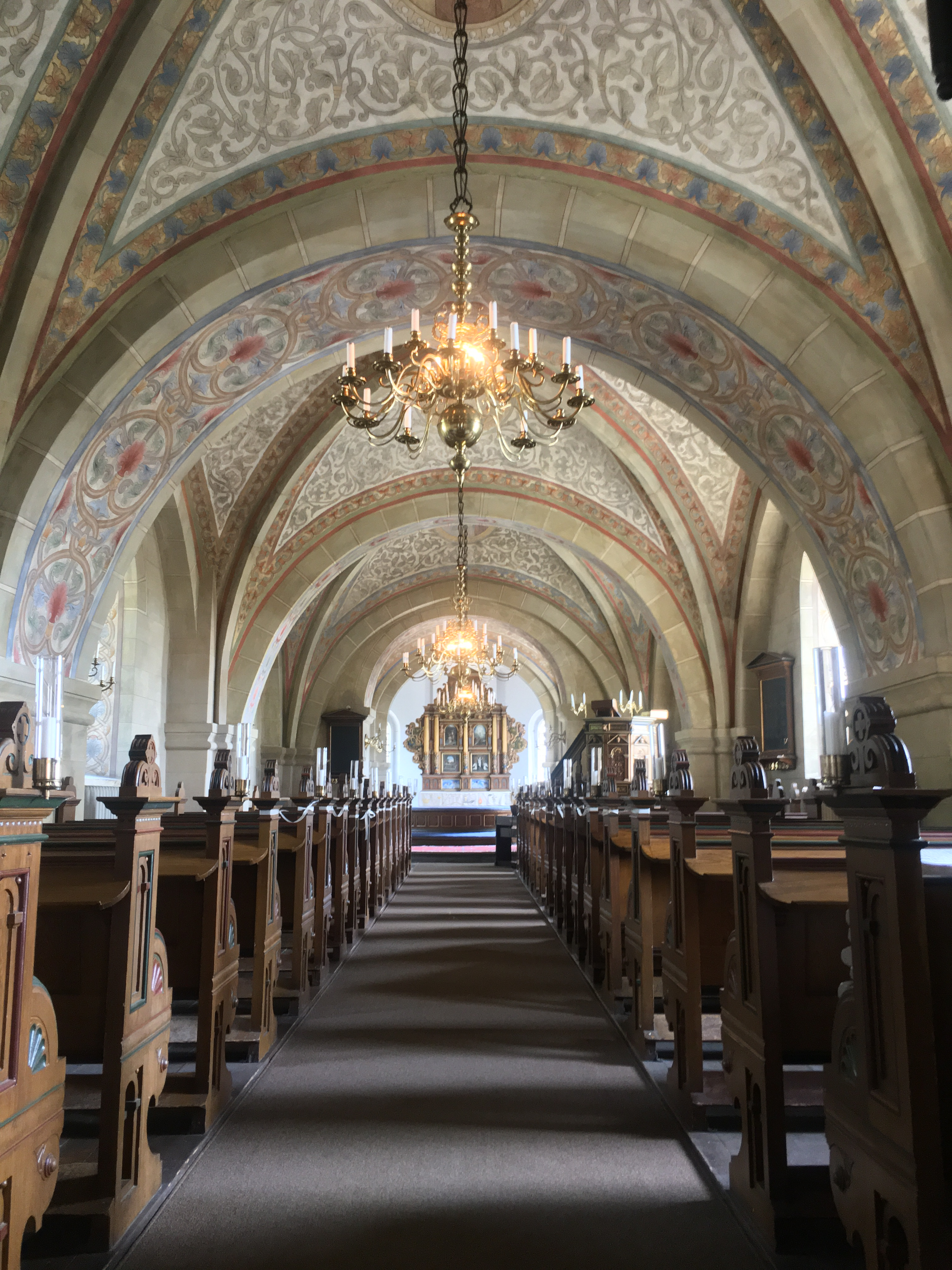
Interiör mot öster

## Inventarier
Både altaruppsatsen och predikstolen dateras till 1500-talet.
En romansk dopfunt av sandsten från kyrkan förvaras idag på Lunds universitets historiska museum (Bild).

### Orgel
- 1854 byggde Jöns Olsson Lundahl, Malmö en orgel med 8 stämmor. Orgeln stämdes om av sonen Anders Victor Lundahl, Malmö, i samband med restaureringen av kyrkan 1885.
- 1911 byggde Olof Hammarberg, Göteborg en orgel med 14 stämmor.
- Den nuvarande orgeln byggdes 1970 av J. Künkels Orgelverkstad AB, Lund och är en mekanisk orgel.

| Huvudverk I    | Svällverk II        | Pedal      | Koppel |
| Koppelflöjt 8' | Gedackt 8´          | Subbas 16´ | I/P    |
| Principal 4´   | Rörflöjt 4'         | Pommer 8´  | II/P   |
| Waldflöjt 2'   | Principal 2'        | Oktava 4'  | II/I   |
| Mixtur 3 chor  | Sesquialtera 2 chor |            |        |
|                | Scharf 3 chor       |            |        |
|                | Crescendosvällare   |            |        |